# Loxosomella antarctica
Loxosomella antarctica är en bägardjursart som beskrevs av Franzen 1973. Loxosomella antarctica ingår i släktet Loxosomella och familjen Loxosomatidae. Inga underarter finns listade i Catalogue of Life.